# 8636 Malvina
A 8636 Malvina (ideiglenes jelöléssel 1985 UH2) a Naprendszer kisbolygóövében található aszteroida. A CERGA program keretében fedezték fel 1985. október 17-én.